# Schoorsteenvis
De schoorsteenvis (Thermichthys hollisi) is een straalvinnige vissensoort uit de familie van naaldvissen (Bythitidae). De wetenschappelijke naam van de soort is voor het eerst geldig gepubliceerd in 1990 door Cohen, Rosenblatt & Moser.

## Kenmerken
Deze gedrongen en zeldzame vis heeft een flinke bek en kleine, onderontwikkelde ogen. De lichaamslengte bedraagt maximaal 30 cm.

## Leefwijze
De levendbarende vis leeft van bacteriën, die voorkomen in het mineraalrijke water, dat uit vulkanische bronnen in de diepzee omhoog borrelt. Deze bronnen worden ook wel schoorstenen genoemd, vandaar de naam van de vis. Of de vis de bacteriën of de vissen die van de bacteriën leven eet, is niet bekend.
De meeste andere soorten van deze familie leven meestal in ondiep water of in grotten.

## Verspreiding en leefgebied
Deze soort is endemisch op de Galapagoseilanden.